# 津森城
津森城（つもりじょう）は、熊本県益城町にあった日本の城。
阿蘇合戦で島津勢に徹底抗戦した光永宗甫の居城。光永宗甫は、一回は島津に降伏するが、その後、反旗を翻して再び抗った。しかし、島津の逆襲により陥落してしまう。
結果的には、光永宗甫は討死し、共に抗った高森惟直、合志隆重らも討死してしまう。これで、阿蘇合戦は終結した。